# Estación de Porte Dauphine
Porte Dauphine, de su nombre completo Porte Dauphine - Maréchal de Lattre de Tassigny, es una estación del metro de París, situada en el extremo occidental de la línea 2, en el distrito 16 de la ciudad.

## Historia
Fue inaugurada el 13 de diciembre de 1900 como continuación de la línea 2 desde la estación de L´Étoile, ahora Charles de Gaulle - Étoile.
La estación da servicio a la prestigiosa Universidad Paris-Dauphine,fundada en 1968. Lleva el nombre de Porte Dauphine (Puerta del Delfín), en el Muro Thiers del siglo XIX. Lleva también el sobrenombre honorífico de  Maréchal de Lattre de Tassigny, la plaza donde se ubicaba originalmente.
En septiembre de 1988 se inauguró la cercana estación de la línea C del RER de la avenida Foch. 

## Descripción
Diseñada en bóveda, Porte Dauphine tiene la particularidad de conservar elementos originales modernistas, de los últimos de todo París:
- la estructura en metal fundido original en forma de raqueta (en raquette), una de las dos que quedan en París, la otra está en Abbesses
- su decoración original, con ladrillos barnizados de color crema (parte de la decoración experimental probada en 1900, antes de ser seleccionados a partir de entonces, el famoso azulejo blanco biselado).

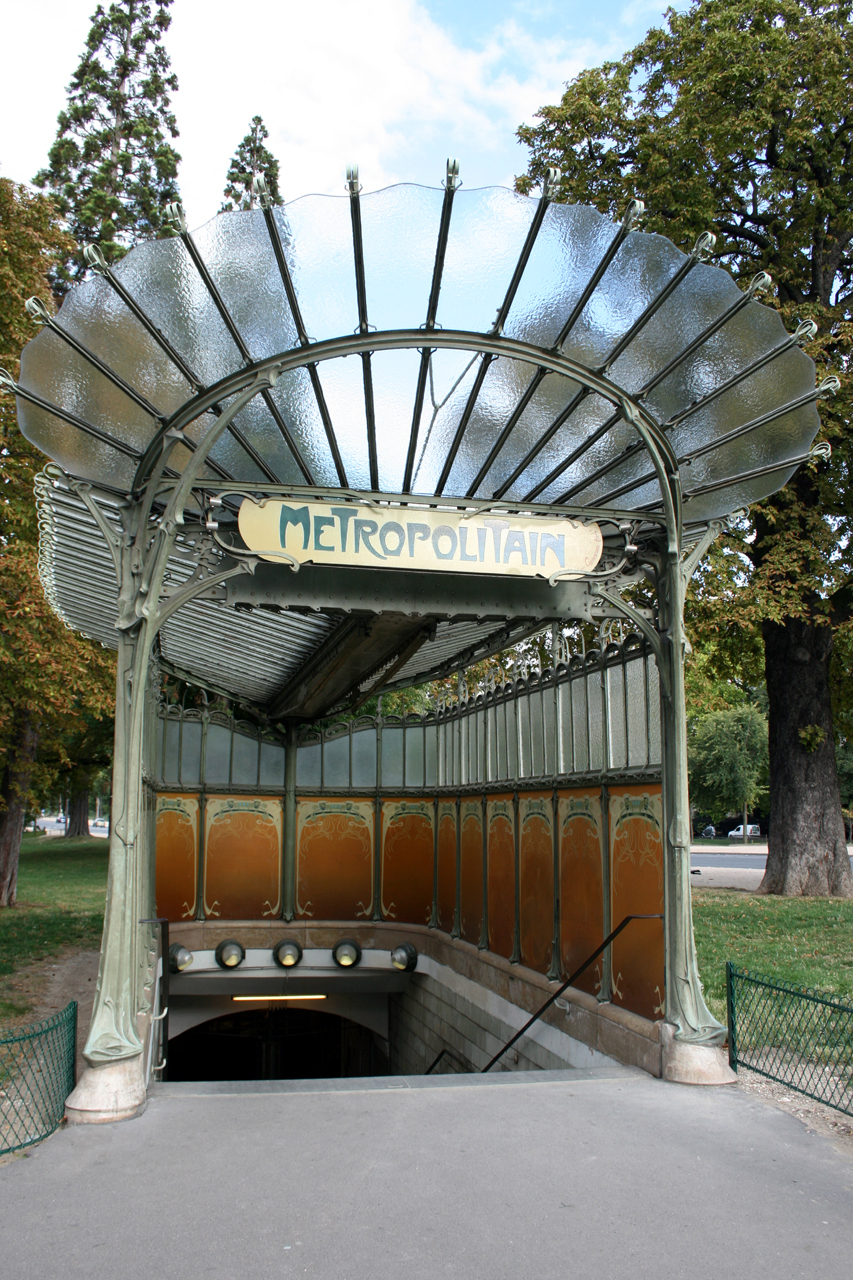
Entrada a la estación creada por Hector Guimard en el año 1900.

En 2011, tanto sus pasillos como sus andenes fueron renovados en el marco del plan Renouveau du Métro conservando todos los elementos modernistas. Sus antiguas lámparas han sido sustituidas por el modelo New Neons, originario de la línea 12. Emplea delgadas estructuras circulares, en forma de cilindro, que recorren los andenes proyectando la luz tanto hacia arriba como hacia abajo. Finos cables metálicos dispuestos en uve sostienen a cierta distancia de la bóveda todo el conjunto. La señalización por su parte usa la moderna tipografía Parisine donde el nombre de la estación aparece en letras blancas sobre un panel metálico de color azul. Por último, se ha dotado a la estación de nuevos bancos. 

## Accesos
Porte Dauphine es también famosa por su entrada creada por Hector Guimard (ubicada en la place des Généraux-de-Trentinian a un lado de la avenida Foch  ).